# Іванівка (Затишанська селищна громада)
Іва́нівка — село в Україні, в Затишанській селищній територіальній громаді Роздільнянського району Одеської області. Населення становить 41 осіб.

## Географія
Станція, Іванівка, розташована на межі ОТГ з колишнім Великомихайлівським районом.
Село Іванівка розділене на дві частини. Північна частина основної вулиці поселення біля станції і є селом Іванівка, Затишанської ОТГ, у якому проживає 41-а людина, а не знелюднене село Бритнарове (Стара, або Нижня Іванівка), як багато хто вважає. Пов'язане з Затишшям лише зовнішньою мережею доріг з твердим покриттям та залізницею.

## Історія
До 17 липня 2020 року було підпорядковане Захарівському району, який був ліквідований.

## Населення
Згідно з переписом 1989 року населення села становило 47 осіб, з яких 19 чоловіків та 28 жінок.
За переписом населення 2001 року в селі мешкала 41 особа.

### Мова
Розподіл населення за рідною мовою за даними перепису 2001 року:
| Мова       | Відсоток |
| ---------- | -------- |
| українська | 73,17 %  |
| румунська  | 14,63 %  |
| російська  | 12,2 %   |